# دربك محال محال
دربك محال محال (بالإنجليزية: A Way You'll Never Be)‏ قصة قصيرة من تأليف الكاتب الأمريكي إرنست همنغواي. نُشِرت القصة في عام 1933 في مجموعة همنغواي القصصية «الفائز لا يأخذ شيئاً». الشخصية الرئيسية في القصة هو «نيك آدامز»، شخصية متكرِّرة في أعمال همنغواي، بُنِيت على شخصيته الحقيقية.
في القصة نيك آدامز هو جندي يتعافى من إصابة في الرأس، وتدور أحداث القصة في إيطاليا، حيث يبدأ نيك رحلة من فورناسي إلى فوسالتا للقاء الرائد بارافيسيني، الذي خدم تحت إمرته سابقاً. ينتاب نيك حلماً يجده غريب، دائماً ما يعود إليه، يتعلَّق ببيتٍ أصفر وإسطبل بالقرب من النهر، ورغم أنَّ نيك لم ير مثل هذا المنظر من قبل إلا أنَّ هذا الحلم يصيبه بالفزع. وبعد وصوله إلى فوسالتا يستيقظ نيك يوماً ما ليجد نفسه برفقة جنود آخرين، يُعِدُّون ملفه الشخصي، وقد راوده الحلم مرةً أخرى، فيُقرِّر فجأةً العودة إلى فورانسي.